# Leuscheid

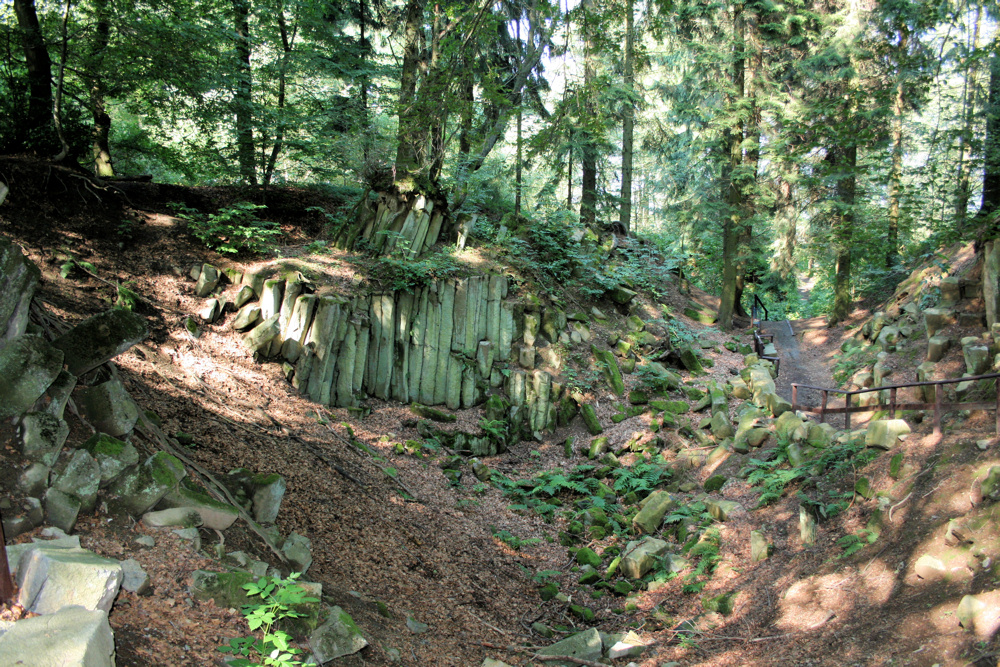
Der Basaltsteinbruch Blauer Stein bei Kuchhausen

Die (gelegentlich auch der) Leuscheid ist ein in großen  Teilen bewaldeter Höhenzug an der Landesgrenze zwischen Nordrhein-Westfalen und Rheinland-Pfalz im äußersten Norden des Westerwaldes. Naturräumlich wird sie unter der Kennziffer 330.00 jedoch nicht mehr zur Haupteinheitengruppe Westerwald, sondern zum Mittelsieg-Bergland (Haupteinheit 330) und damit zum Süderbergland (Haupteinheitengruppe 33) gezählt.

## Lage und Grenzen
Die Leuscheid liegt  auf der Wasserscheide zwischen Sieg und Wied und stößt nach Norden und Nordwesten unmittelbar an das Mittelsiegtal zwischen Hamm (Sieg) im Osten und Eitorf im Westen. Im Süden umrahmt sie an der Nahtstelle zu den Asbach-Altenkirchener Hochflächen, von Westen nach Osten, insbesondere die Orte Kircheib, Weyerbusch und Eichelhardt. Ostgrenze zum Nisterbergland ist das Tal des Seelbachs.

### Die Leuscheid im engeren Sinne
Die Leuscheid im engeren Sinne stellt die fast durchgehend bewaldete Westhälfte dieses Höhenzuges dar, die nach Osten etwa (von Nord nach Süd) bis an die Windecker Ortsteile Niederalsen, Oberalsen und Kuchhausen sowie, auf rheinland-pfälzischer Seite, die Ortsteile von Oberirsen reicht. Sie steht fast durchgehend als Naturschutzgebiet oder FFH-Gebiet unter besonderem Schutz.

## Flüsse
Die Wasserscheide zwischen der Sieg im Norden und der deutlich weiter entfernten Wied im Süden verläuft im Westen zentral über die Leuscheid, im Osten eher über ihren Süden. Im Quellgebiet des Irsenbachs verläuft die Wasserscheide sogar südlich der Südgrenze.
Nachfolgend werden die Fließgewässer der Leuscheid nach ihren Zielflüssen geordnet.
(→ siehe auch Liste der Flüsse im Westerwald)

### Nebenflüsse der Sieg
Zur Sieg in nördlichere Richtungen fließen folgende in unmittelbarer Nachbarschaft zur Leuscheid quellende Flüsse (siegabwärts von Osten nach Westen, in Klammern Länge und Einzugsgebiet):
- Seelbach (8,2 km, 19,3 km²) - entspringt unmittelbar südöstlich der Leuscheid und bildet die äußere Ostgrenze
- Irsenbach (12,0 km, 36,9 km²) - entspringt knapp südlich der Leuscheid und durchfließt diese zentral nach Norden
- Eipbach (10,1 km, 23,8 km²) - entspringt südwestlich knapp außerhalb und bildet die innere Westgrenze
- Krabach (10,2 km, 19,8 km²) - entspringt südwestlich knapp außerhalb und bildet die äußere Westgrenze
- Hanfbach (19,0 km, 51,5 km²) - entspringt südwestlich knapp außerhalb und fließt nach Nordwesten von der Leuscheid weg

Keiner dieser Flüsse entspringt unmittelbar in den naturräumlichen Grenzen der Leuscheid.

### Nebenflüsse der Wied
Zur Wied in südlichere Richtungen fließen folgende, auf der Leuscheid oder in unmittelbarer Nachbarschaft quellende Flüsse (wiedabwärts von Osten nach Westen, in Klammern Länge und Einzugsgebiet):
- Erbach (7,9 km, 33,2 km²) - entspringt im Südwesten
- Ölfenerbach (6,7 km, 8,0 km²) - entspringt südlich knapp außerhalb, östlich der Irsenbach-Quelle
- Hemmelzerbach  (6,2 km, 11,9 km²) - entspringt im äußersten Süden, westlich der Irsenbach-Quelle
- Mehrbach (22,9 km, 65,9 km²) -entspringt im Osten des Westteils zentral nah dem Mönchskopf
- Pfaffenbach (20,6 km, 62,6 km²) - entspringt in einem Südwestausläufer unmittelbar südlich der Frankfurter Straße (B8)

## Berge

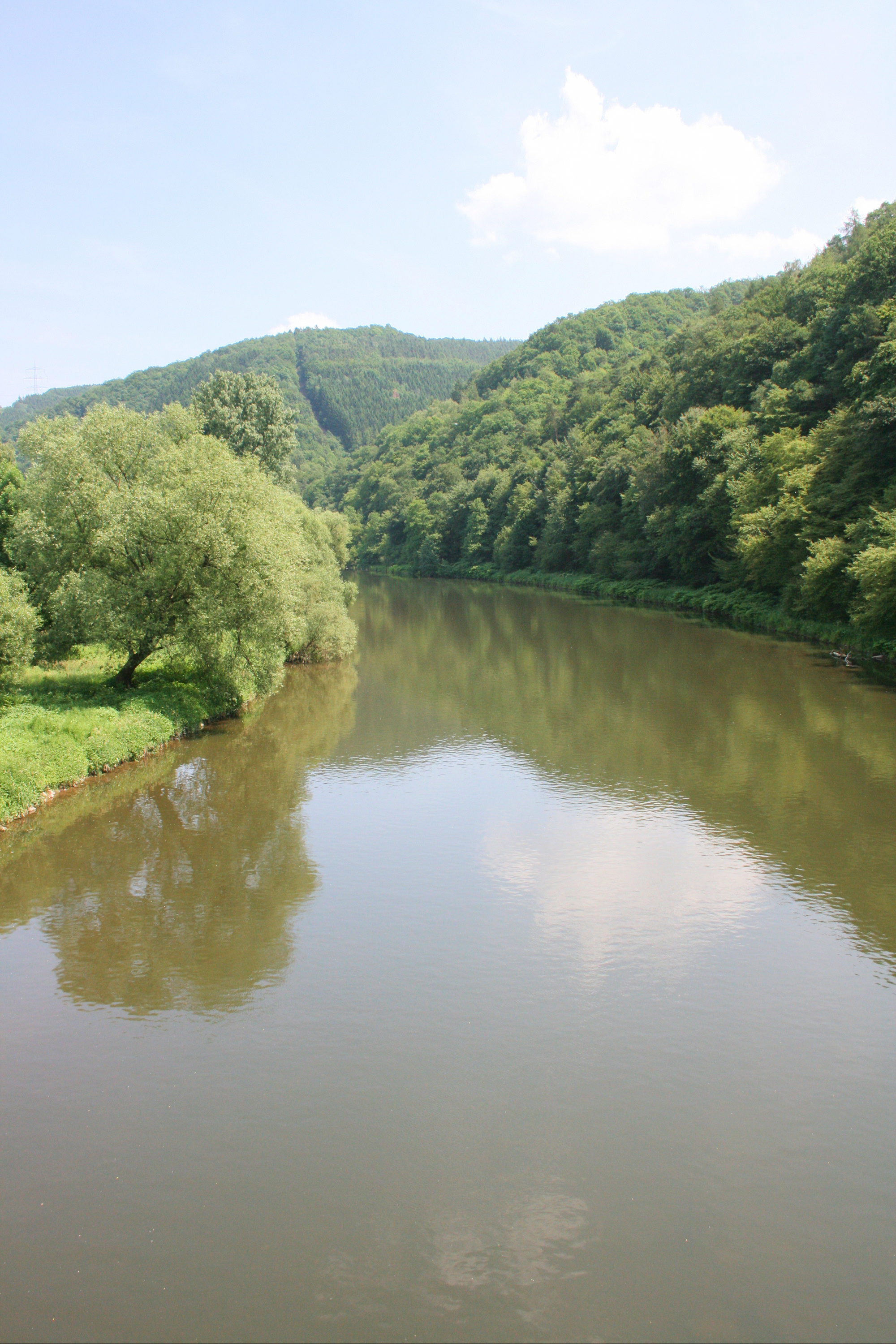
Blick auf die Leuscheid über der Sieg bei Stromberg (Windeck)

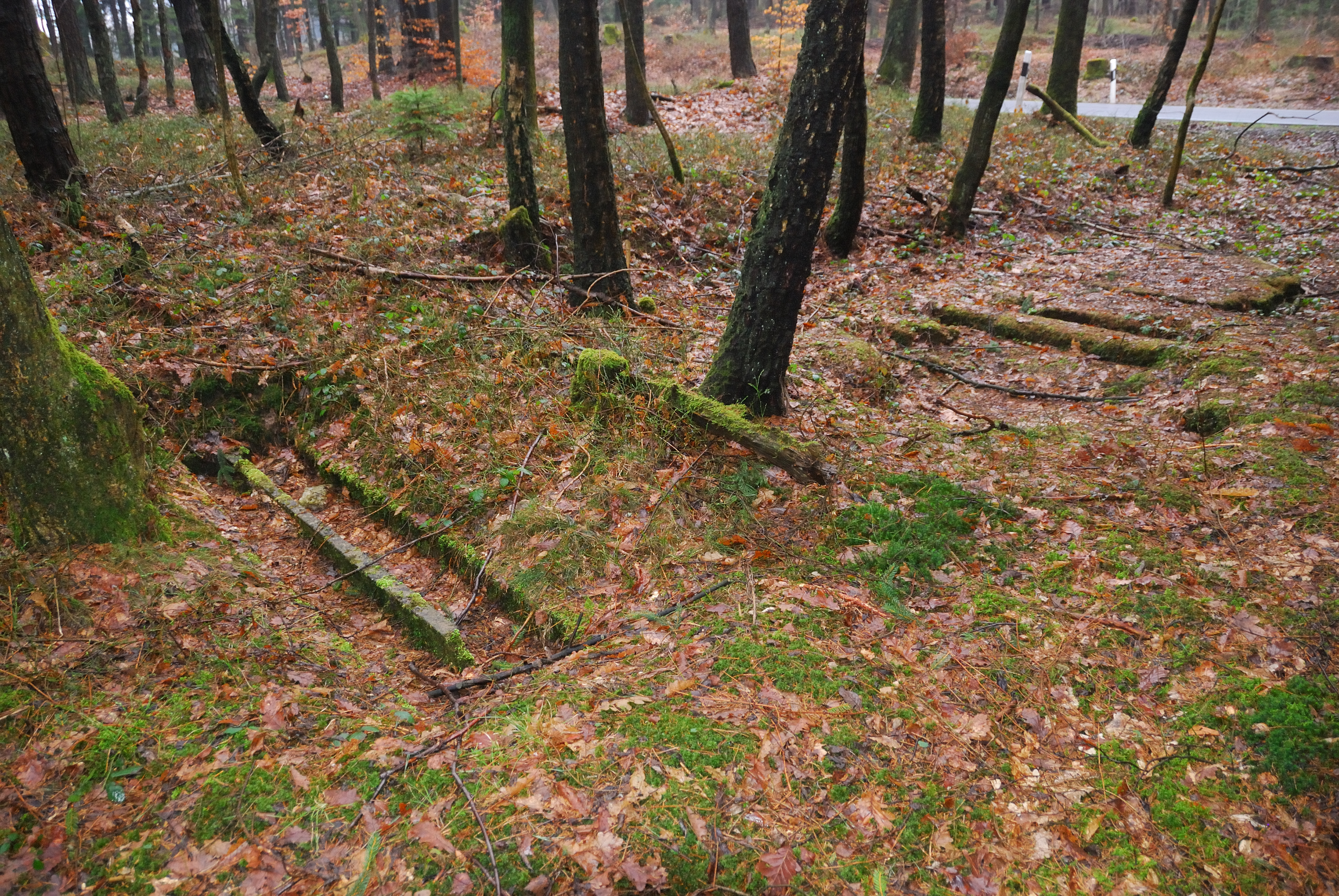
Reste V1 Stellung

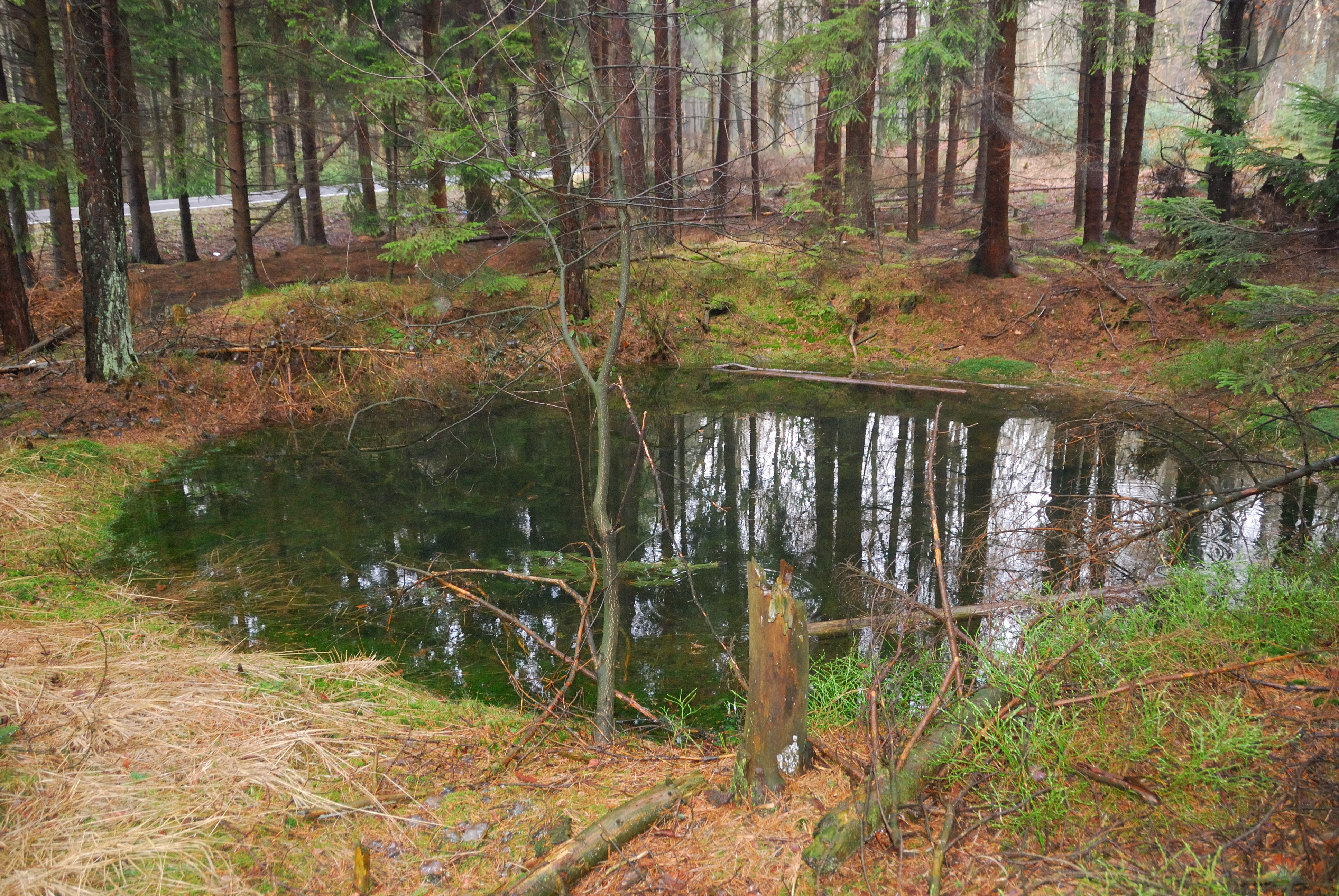
Bombentrichter

Zu den Bergen der Leuscheid gehören insbesondere (Koordinaten von Bergen ohne Artikel in Klammern):
- Hoher Schaden (388,3 m) - Westteil, Wasserscheide
- Beulskopf (388,2 m, Raiffeisenturm) - Süden des Westteils, Wasserscheide
- Auf den Schachten (377 m) - Süden des Westteils, Wasserscheide (50° 44′ 5,94″ N, 7° 32′ 47,76″ O)
- Mönchskopf (357 m) - Osten des Westteils, Wasserscheide (50° 44′ 26,88″ N, 7° 31′ 54,34″ O)
- Höhensteine (gut 240 m, Eitorfer Schweiz im äußersten Nordwesten)

## Naturschutz
Der zu Nordrhein-Westfalen gehörige Norden der Leuscheid im engeren Sinne gehört, bis auf die Eitorfer Schweiz im äußersten Westen, größtenteils zum 1.384,7 ha großen, im September 2004 eröffneten Naturschutzgebiet Wälder auf dem Leuscheid, das bei Stromberg bis unmittelbar an die Sieg reicht. Der Baumbestand im Gebiet besteht hauptsächlich aus Fichten (49 %, soll reduziert werden), Buchen (20 %), Eichen (16 %) und Kiefern (8 %).
Innerhalb dieses Naturschutzgebietes bestehen wiederum die zwei FFH-Gebiete Wohmbach und Zuflüsse (63 ha) und Buchenwälder auf dem Leuscheid (142 ha).
Innerhalb der Eitorfer Schweiz liegt das kleine (13,02 ha) Naturschutzgebiet Basaltsteinbruch Eitorf-Stein.
Die in Rheinland-Pfalz gelegene Südseite der Leuscheid im engeren Sinne gehört größtenteils zum 1,138 ha großen FFH-Gebiet Leuscheider Heide.

## Geschichte
Die Leuscheid war, wie auch das am anderen Siegufer gelegene Nutscheid, während des Zweiten Weltkriegs als Abschussbasis für V1-Raketen vorgesehen. Im Bereich der Leuscheid lagen drei V1-Stellungen. Eine oberhalb der Ortschaft Kuchhausen, eine kurz vor der langen Geraden Richtung Weyerbusch und eine Stellung am Ende derer. Eine vierte Stellung lag im Bereich Weyerbusch/Heuberg. Aus keiner dieser Stellungen wurde eine V1 gestartet. Durch die überraschende Rhein-Überquerung der Amerikaner wurden die Stellungen aufgegeben. V2-Raketen wurden in der Leuscheid nicht zum Einsatz gebracht. Gegen Ende des Krieges wurde der Bereich von den Alliierten bombardiert. Zahlreiche Bombentrichter neben der L276 zeugen davon.